# Anisothrix kuntzei
Anisothrix kuntzei là một loài thực vật có hoa trong họ Cúc. Loài này được O.Hoffm. ex Kuntze mô tả khoa học đầu tiên năm 1898.